# 舍爾默沙格鄉
47°21′N 22°50′E / 47.350°N 22.833°E

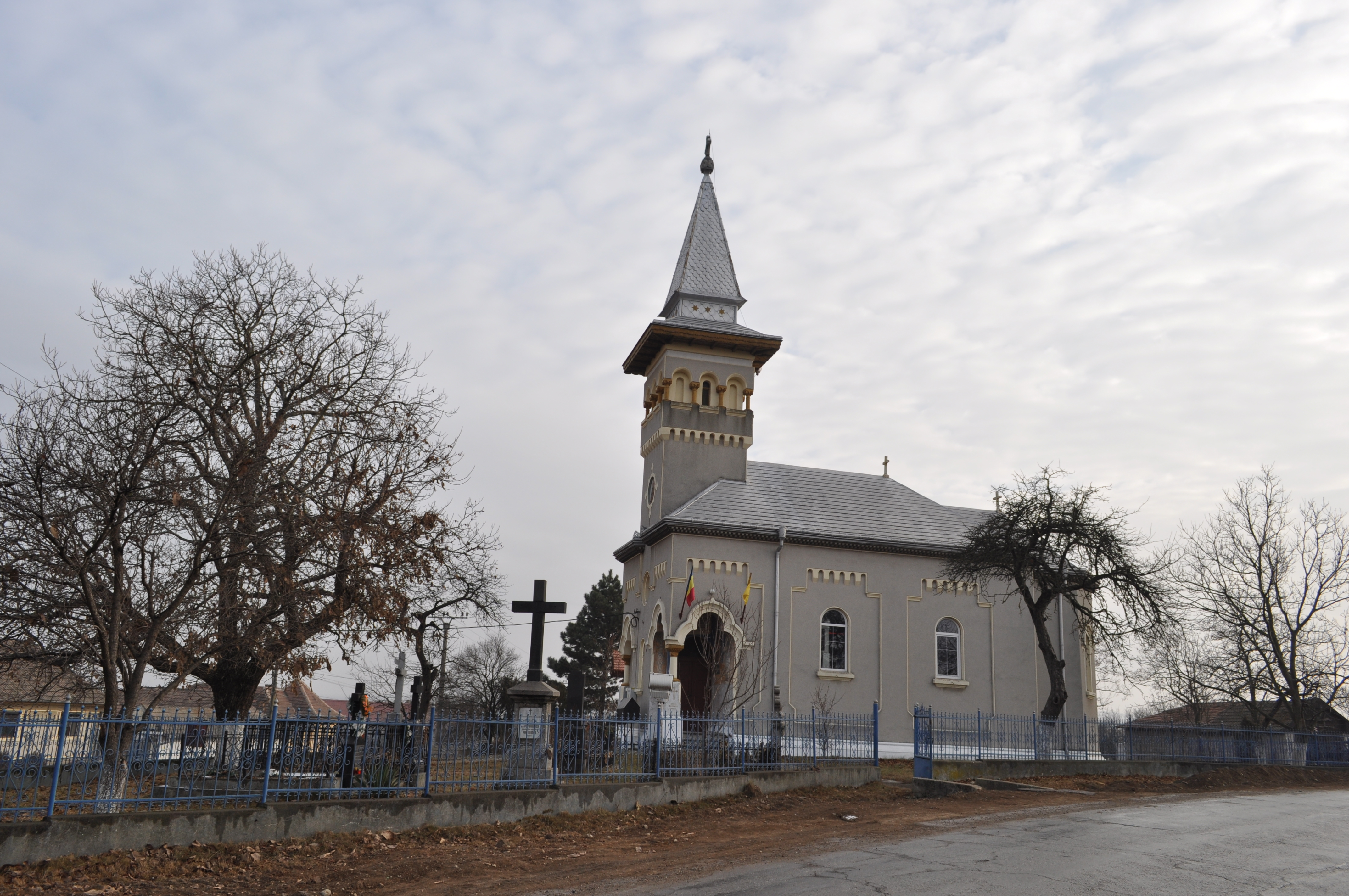

舍爾默沙格（羅馬尼亞語：Şărmășag），是羅馬尼亞的鄉份，位於該國西北部，由瑟拉日縣負責管轄，面積68平方公里，海拔高度169米，2007年人口6,502，人口密度每平方公里95人。